# Hrungnir

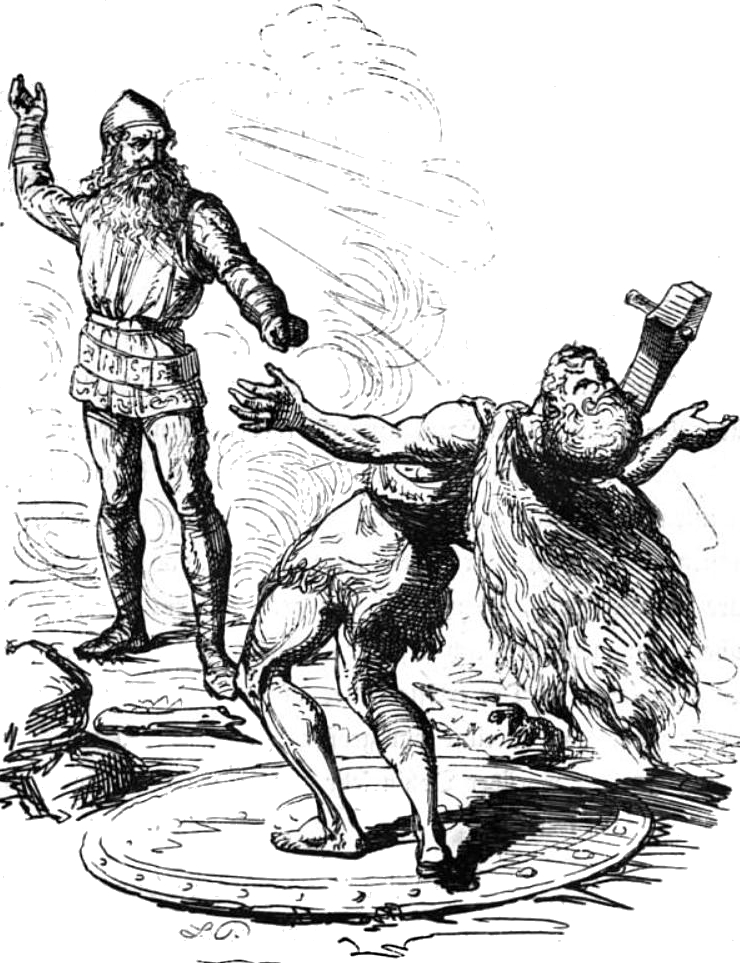
Thor matando Hrungnir, ilustração por Ludwig Pietsch (1865).

Na mitologia nórdica, (Hrungnir, variante de Rungnir e Rǫgnir em Nórdico antigo, "Briguento"), foi um Jotun (gigante), assassinado pelo deus Thor com seu martelo Mjölnir. Este relato está documentado no Skáldskaparmál, na Edda em prosa de Snorri Sturluson.
Antes de sua morte, Hrungnir se envolveu numa aposta com Odin, no qual Odin apostou sua cabeça em seu cavalo, Sleipner, sendo mais rápido do que o corcel Gullfaxi de Hrungnir. Após a corrida, no qual Sleipner foi vitorioso, Hrungnir foi convidado ao Valhala, e lá, acabou por ficar bebado e abusado. Depois de ficarem cansados daquilo, os deuses convocaram Thor para que lutasse com Hrungnir e o derrotasse.